# Verneuil-sur-Avre
Verneuil-sur-Avre is een plaats en voormalige gemeente in het Franse departement Eure in de regio Normandië en telt 6655 inwoners (2005). De plaats maakt deel uit van het arrondissement Bernay. Op 1 januari 2017 is Verneuil-sur-Avre gefuseerd met de gemeente Francheville tot de gemeente Verneuil d'Avre et d'Iton. 
De plaats werd in 1120 versterkt door Hendrik I van Engeland om het zuiden van Normandië te verdedigen. De plaats was strategisch gelegen aan de Avre. De Tour Grise is een donjon uit de 12e eeuw. Langsheen de voormalige stadsomwalling zijn wandelwegen aangelegd. De toren van de Sint-Laurentiuskerk is 56 meter hoog.

## Geografie
De oppervlakte van Verneuil-sur-Avre bedraagt 31,9 km², de bevolkingsdichtheid is 208,6 inwoners per km². De plaats ligt aan de Avre.

## Verkeer en vervoer
In de gemeente ligt spoorwegstation Verneuil-sur-Avre.
De onderstaande kaart toont de ligging van Verneuil-sur-Avre met de belangrijkste infrastructuur en aangrenzende gemeenten.

## Demografie
Onderstaande figuur toont het verloop van het inwonertal (bron: INSEE-tellingen).